# The Roswell Incident
The Roswell Incident là một cuốn sách phi hư cấu năm 1980 của Charles Berlitz và William Moore.  Cuốn sách đã giúp phổ biến câu chuyện về những mảnh vỡ bất thường được các nhân viên của Sân bay Lục quân Roswell thu hồi vào năm 1947.

## Bối cảnh

### Sự kiện năm 1947
Sự kiện Roswell diễn ra trong bối cảnh cơn sốt đĩa bay năm 1947, bùng phát khi giới truyền thông đưa tin rộng rãi về vụ chứng kiến đĩa bay của phi công Kenneth Arnold. Giữa hàng trăm báo cáo trên toàn quốc, vào ngày 8 tháng 7 năm 1947, thông cáo báo chí của Sân bay Lục quân Roswell được phát đi qua đường dây điện báo. Quân đội nhanh chóng rút lại tuyên bố, nói rằng vật thể bị rơi là một quả bóng thám không thông thường mà thôi.

### Xem xét lại Roswell
Câu chuyện về Roswell đã thu hút được sự chú ý đáng kể vào năm 1978 khi viên trung tá về hưu Jesse Marcel, trong một cuộc phỏng vấn với nhà nghiên cứu UFO Stanton Friedman, cho biết ông tin rằng mảnh vỡ mà ông thu được có nguồn gốc ngoài Trái Đất.

## Tác giả
Năm 1974, Berlitz là tác giả của cuốn The Bermuda Triangle,  ấn phẩm bán chạy nhất phổ biến niềm tin Tam giác quỷ Bermuda là một khu vực đại dương dễ bị mất tích của tàu thuyền và máy bay, có lẽ gắn liền với 'lục địa Atlantis đã mất'. Cuốn sách này đã bán được gần 20 triệu bản bằng 30 ngôn ngữ.
Năm 1979, Berlitz hợp tác với nhà nghiên cứu UFO William L. Moore xuất bản cuốn The Philadelphia Experiment: Project Invisibility, phổ biến câu chuyện về một thí nghiệm tàng hình của Hải quân. Cuốn sách mở rộng câu chuyện về những sự kiện kỳ lạ, lý thuyết trường thống nhất thất lạc của Albert Einstein cùng sự che đậy của chính phủ.

## Nội dung
Cuốn sách lập luận rằng một phi thuyền ngoài Trái Đất đang bay qua sa mạc New Mexico để quan sát hoạt động vũ khí hạt nhân thì bị sét đánh giết chết phi hành đoàn người ngoài hành tinh và sau khi phát hiện ra vụ tai nạn này, chính phủ Mỹ đã che đậy sự việc.
The Roswell Incident nêu bật những tài liệu kể về các mảnh vỡ được Marcel mô tả là "không có gì được tạo ra trên Trái Đất này". Những lời tường thuật bổ sung của Bill Brazel, con trai của chủ trang trại Mac Brazel, người hàng xóm Floyd Proctor và Walt Whitman Jr., con trai của phóng viên W. E. Whitman đã tới phỏng vấn Mac Brazel, cho rằng vật liệu mà Marcel thu hồi được có sức mạnh siêu phàm không liên quan đến quả bóng thám không. Nhà nhân chủng học Charles Zeigler mô tả cuốn sách năm 1980 này là "phiên bản số 1" của huyền thoại Roswell. Câu chuyện của Berlitz và Moore chiếm ưu thế cho đến cuối những năm 1980 khi các tác giả khác, bị thu hút bởi tiềm năng thương mại của việc viết về Roswell, bắt đầu tạo ra những tài liệu cạnh tranh.
Cuốn sách đưa ra lập luận rằng mảnh vỡ được Marcel thu hồi tại trang trại Foster, có thể nhìn thấy trong các bức ảnh cho thấy Marcel đang tạo dáng với mảnh vỡ, được thay thế bằng mảnh vỡ từ thiết bị thời tiết như một phần của vụ che đậy. Cuốn sách cũng tuyên bố rằng các mảnh vỡ được thu hồi từ trang trại đã không được giới báo chí kiểm tra chặt chẽ. Những nỗ lực của quân đội được mô tả là nhằm làm mất uy tín và "chống đối hội chứng cuồng loạn ngày càng gia tăng đối với đĩa bay".
Các tác giả tuyên bố đã phỏng vấn hơn 90 nhân chứng mặc dù lời khai của duy nhất 25 người là có xuất hiện trong cuốn sách này. Chỉ có bảy người trong số này xác nhận đã nhìn thấy các mảnh vỡ. Trong số này, có năm người khẳng định đã cầm thử. Hai tài liệu kể về việc đe dọa nhân chứng được đưa vào trong cuốn sách, bao gồm cả vụ tống giam Mac Brazel.
Phiên bản thần thoại này bắt đầu nâng tầm câu chuyện của Marcel lên trên câu chuyện của Cavitt, người đã thu thập tài liệu từ địa điểm này cùng với Brazel và Marcel. Mô tả thông thường của Cavitt về mảnh vỡ mâu thuẫn với Marcel và có khả năng bị bỏ qua vì không ủng hộ niềm tin của cộng đồng UFO. Các tác giả sau này đều trích dẫn có chọn lọc lời khẳng định của Cavitt rằng mảnh vỡ này không phải là tên lửa của Đức hay bom khinh khí cầu của Nhật Bản. Giới nghiên cứu độc lập tìm thấy các kiểu thêm thắt trong lời kể của Jesse Marcel, bao gồm cả những tuyên bố sai lệch có thể chứng minh được về sự nghiệp quân sự và trình độ học vấn của ông ấy.

### Thi thể sinh vật lạ
The Roswell Incident (1980) là cuốn sách đầu tiên giới thiệu những câu chuyện đã qua sử dụng gây tranh cãi của kỹ sư dân sự Grady "Barney" Barnett và một nhóm sinh viên khảo cổ học từ một trường đại học không xác định gặp phải đống đổ nát và "thi thể người ngoài hành tinh" khi ở trên Đồng bằng San Agustin trước khi bị Quân đội áp giải đi mất. Những câu chuyện cũ rích của Barnett, cách 150 dặm về phía tây của Corona, được giới nghiên cứu UFO mô tả là "một khía cạnh của lời tường thuật dường như mâu thuẫn với câu chuyện cơ bản về việc thu hồi những mảnh vỡ rất bất thường từ một trang trại nuôi cừu bên ngoài Corona, New Mexico vào tháng 7 năm 1947".
Nhiều câu chuyện được cho là tường thuật trực tiếp về biến cố Roswell thực sự chứa thông tin từ sự kiện UFO Aztec, New Mexico, một vụ rơi đĩa bay giả mạo đã gây được tiếng vang trên toàn quốc sau khi được nhà báo Frank Scully quảng bá trong các bài báo của ông và cuốn sách năm 1950 mang tên Behind the Flying Saucers.

## Đón nhận
Donovan đã viết rằng các nhà phê bình đã coi The Roswell Incident là "một bộ sưu tập tin đồn hoang đường" cung cấp "những lời tường thuật thứ hai và thứ ba mà Berlitz và Moore sau đó sử dụng để suy đoán hoang đường và đưa ra nhiều kết luận không chính đáng", và điều đó khi giới phê bình và phe hoài nghi mô tả tài liệu Majestic 12 là lừa đảo thì "những ngón tay buộc tội đang chỉ vào Moore".
Cuốn sách "không tạo ra tác động thương mại mà các tác giả của nó hy vọng".

## Hậu quả
Tại một hội nghị MUFON năm 1989, Moore tuyên bố rằng ông đã tham gia vào các hoạt động "thông tin sai lệch" chống lại Paul Bennewitz thay mặt cho Văn phòng Điều tra Đặc biệt Không quân.

## Quan điểm hiện đại
Năm 1993, để đáp lại cuộc điều tra của nghị sĩ Mỹ Steven Schiff bang New Mexico, Cơ quan Kiểm toán Tổng hợp đã mở một cuộc điều tra và chỉ đạo Văn phòng Bộ trưởng Không quân Hoa Kỳ tiến hành điều tra nội bộ. Bản báo cáo của Không quân năm 1994 kết luận rằng vật liệu được thu hồi vào năm 1947 có khả năng là mảnh vỡ từ Dự án Mogul vốn là chương trình giám sát quân sự sử dụng khinh khí cầu tầm cao (và một phần được xếp loại mật của dự án Đại học New York chưa được giới nghiên cứu khí quyển phân loại).